# Calotes medogensis
Calotes medogensis — вид ящірок родини агамових (Agamidae).

## Етимологія
Видова назва дана по типовому місцезнаходженю виду — повіт Медог в окрузі Ньїнгчі на південному сході Тибетського автономного району.

## Поширення
Ендемік Тибету в Китаї. Відомий лише у своєму типовому місцезнаходженні.